# Quận Monterey, California
Quận Monterey là một quận trong tiểu bang California, Hoa Kỳ.
Quận Monterey là một quận nằm trên bờ biển Thái Bình Dương của Hoa Kỳ. Theo điều tra dân số năm 2010, dân số là 415.057 người. Quận lỵ và thành phố lớn nhất là Salinas.
Quận Monterey bao gồm trong Khu Thống kê Thành phố CA-Salinas. Phía Bắc giáp vịnh Monterey. Phía bắc của vịnh nằm ở Quận Santa Cruz. Quận Monterey là một thành viên của cơ quan chính phủ khu vực, Hiệp hội Các Chính phủ vùng Vịnh Monterey.
Đường bờ biển, bao gồm cả Big Sur, Đường Tiểu bang 1 và Đường 17 Mile Drive trên bán đảo Monterey, đã làm cho quận nổi tiếng thế giới. Thành phố Monterey là thủ phủ của California dưới sự cai trị của Tây Ban Nha và Mexico. Nền kinh tế chủ yếu dựa vào du lịch ở các vùng duyên hải và nông nghiệp ở thung lũng sông Salinas. Hầu hết người dân của quận sống gần bờ biển phía bắc và thung lũng Salinas, trong khi đó bờ biển phía Nam và vùng núi nội địa là dân cư thưa thớt.